# Њу Милфорд (Конектикат)
Њу Милфорд (енгл. New Milford) насељено је место без административног статуса у америчкој савезној држави Конектикат.

## Демографија
По попису из 2010. године број становника је 6.523, што је 110 (-1,7%) становника мање него 2000. године.
| Група             | 2000.         | 2010.         |
| Белци             | 6.042 (91,1%) | 5.467 (83,8%) |
| Афроамериканци    | 121 (1,8%)    | 172 (2,6%)    |
| Азијати           | 140 (2,1%)    | 204 (3,1%)    |
| Хиспаноамериканци | 205 (3,1%)    | 559 (8,6%)    |
| Укупно            | 6.633         | 6.523         |